# Horcomana brevispina
Horcomana brevispina är en insektsart som beskrevs av Asche 1988. Horcomana brevispina ingår i släktet Horcomana och familjen sporrstritar. Inga underarter finns listade i Catalogue of Life.